# Bläddresläktet
Bläddresläktet (Utricularia)  är ett växtsläkte av familjen tätörtsväxter med cirka 220 arter. Dessa återfinns huvudsakligen i tropiskt klimat. Bläddror ingår i familjen tätörtsväxter.
Bläddrorna hör till de få högre växter, som alldeles saknar rötter. Stjälken och dess grenar lever nedsänkta i vattnet och likaså bladen, som är några centimeter långa och 2- till 3-dubbelt parflikade med hårfina flikar. En sådan form tillkommer undervattensbladen inom långt åtskilda grupper av växtriket (se vattenblinken och grodnaten); det ser ut, som om växten på detta sätt ville förekomma, att bladskivan sönderrives genom dragningen och slitningen inom det rörliga element, vari den lever. Dessutom är dylika undervattensblad av mycket lös, tunn, nästan genomskinlig vävnad, så att de med hela sin yta står i obehindrad förbindelse med vattnet och ur detta kunna upptaga de gaser, som andra blad erhåller ur atmosfären, och tillika några av de saltlösningar, som växterna annars upptar med rötterna.
På en del bladflikar sitter ett slags blåsformiga organ fästade, de så kallade fångstblåsorna. De är blekgröna, halvgenomskinliga, plattade från sidan och till omkretsen ungefär halvmånformiga. De liknar små kannor eller snipor med öppningen eller pipen stjälpt nedåt. Sällan finner man dem tomma, det vill säga med ett innehåll av endast vatten eller en gasblåsa; i de flesta fall innehåller de små vattenmaskar och larver, som slingrat sig in genom öppningen och inom kort dör därinne samt förvandlas till en mörkbrun, dyartad massa. Många blåsor är alldeles fullproppade av sådan dy och därför svarta och ogenomskinliga. Dessa egendomliga fångstblåsor är nämligen som namnet säger inkrypande smådjuren. Deras ingångsöppning, som är omgiven av fina, utspärrade och greniga hår är tillsluten av ett tunt fjäll, som liknar en liten lucka med ett gångjärn och är lätt att utifrån trycka in, men strax stänger sig genom sin elasticitet; inifrån kan denna lucka inte öppnas. De små djur, som kommit in, kunna därför inte komma ut igen, utan dör inom några dagar av brist på föda. Därtill kommer, att fångstblåsans vägg har körtlar, vilkas avsöndring torde bidraga till djurens död och upplösning, liksom på tätörternas blad. Bläddrorna är således köttätande växter, men deras fångstredskap långt mera fulländade än hos tätörterna.
Bläddrornas blomma är högt utvecklad. Blomkronan är både maskerad och försedd med sporre, varigenom den kommer sporrarna (Linaria) nära. Även ståndarknapparna sitter på samma sätt som hos sporrarna och de typiska kransblommiga växterna, det vill säga tryckta intill överläppen och närmade till varandra, så att deras ståndarmjöl avsätter sig på översidan av den besökande insektens kropp eller huvud. Att ståndarna endast är två hos tätörtsväxterna är inte en brist eller nackdel, utan en förenkling i förening med större fullkomlighet, ty blommans inrättning är nog sinnrik till att betrygga pollineringen även med ett så ringa antal ståndare. Märkets känslighet och rörelseförmåga är redan omtalade. Bland familjens kännetecken märkes fruktens byggnad, den är enrummig med talrika frön på en låg, fristående pelare i rummets mitt (centralt fröfäste).
Mot hösten, sedan blomningen slutat och fröna blivit utsådda, sjunker bläddrorna till bottnen, men vidtar samtidigt anstalter till övervintring och förökning på vegetativ väg. Vissa grenspetsar upphör nu att växa på längden, och deras outvecklade blad packar sig tätt tillhopa med sina fina flikar, så att grenspetsen liknar ett litet klot av en ärts storlek med ojämn, mer eller mindre hårig yta. Dessa knoppar lever vintern över, till och med om vattensamlingen skulle torka ut, medan hela växten i övrigt dör, blad och blåsor avfaller, stängeln multnar med mera. De skott eller knoppar, som överlever och övervintrar, benämner man hibernakler (ett ord, som egentligen betyder vinterbostäder). Om våren utväxer dessa knoppar mycket hastigt till greniga plantor, som stiger upp mot vattenytan, så snart de lösgjort sig från moderväxtens multnande grenar.

## Bildgalleri

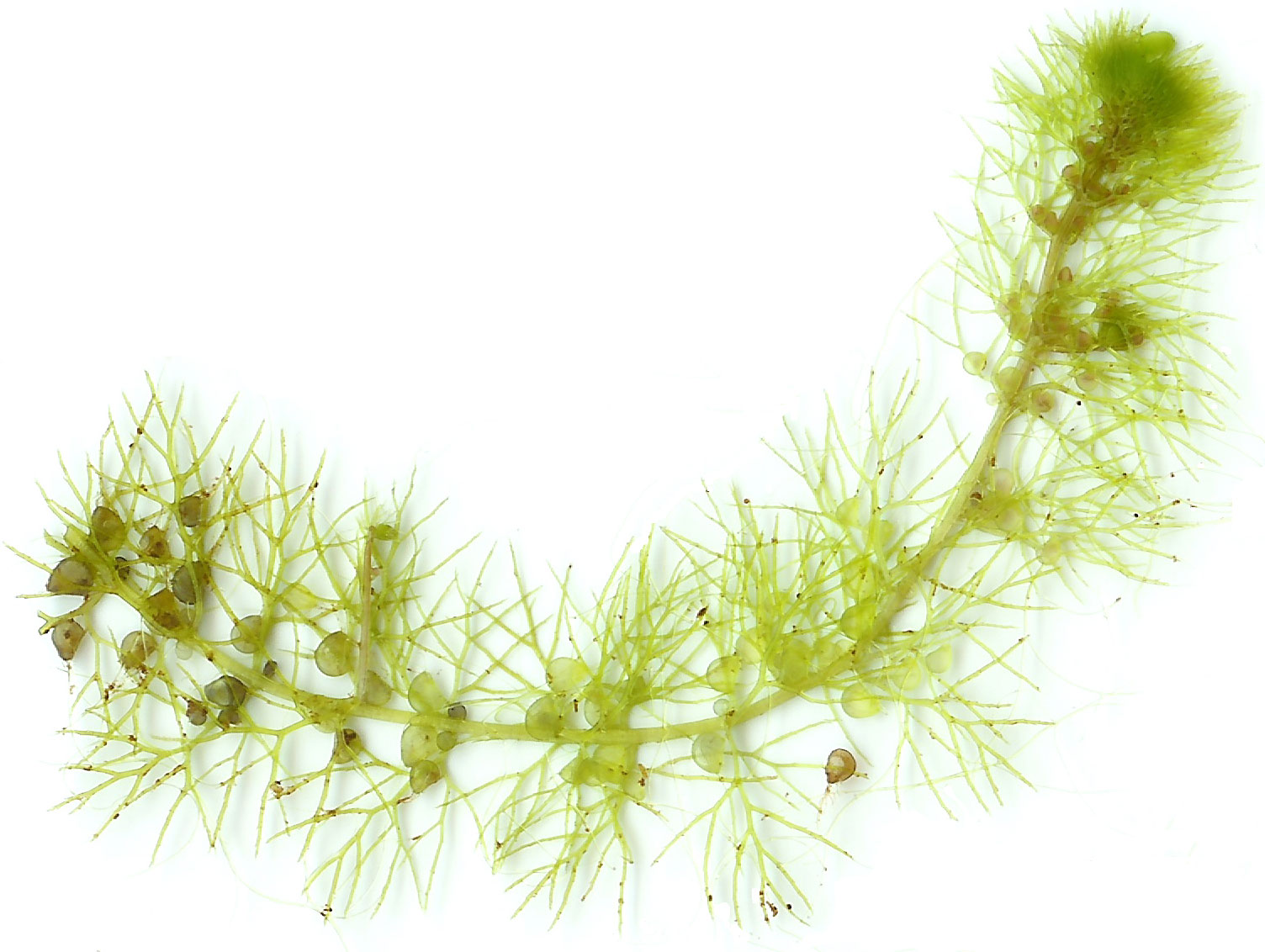
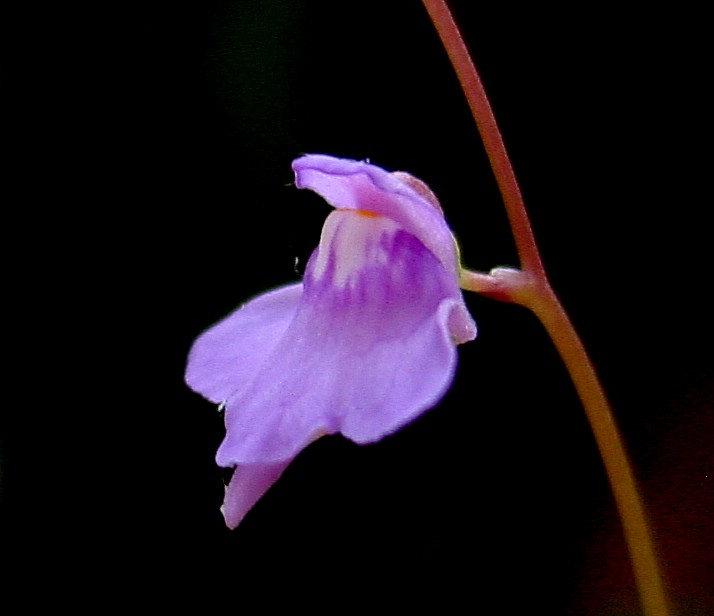
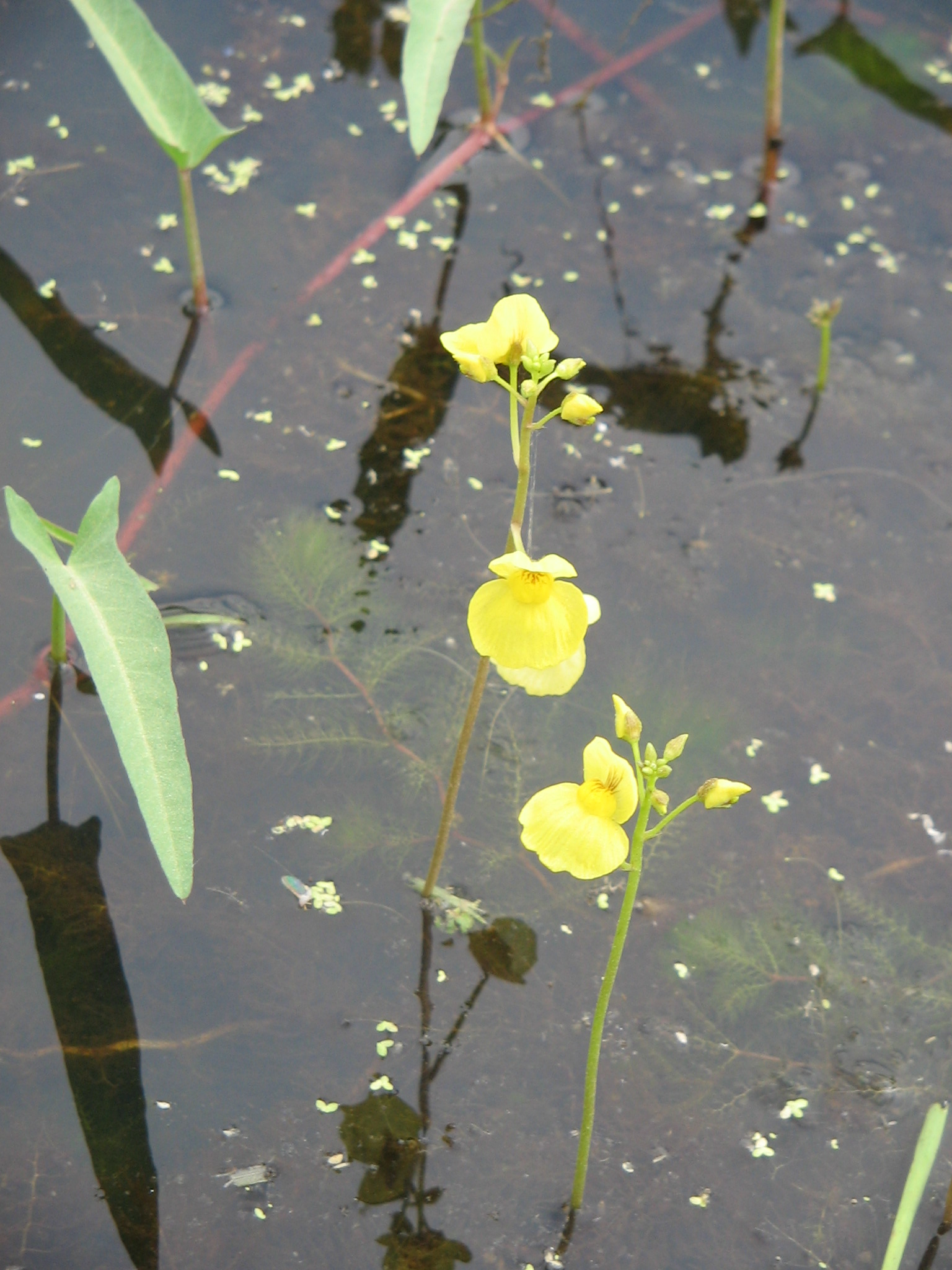
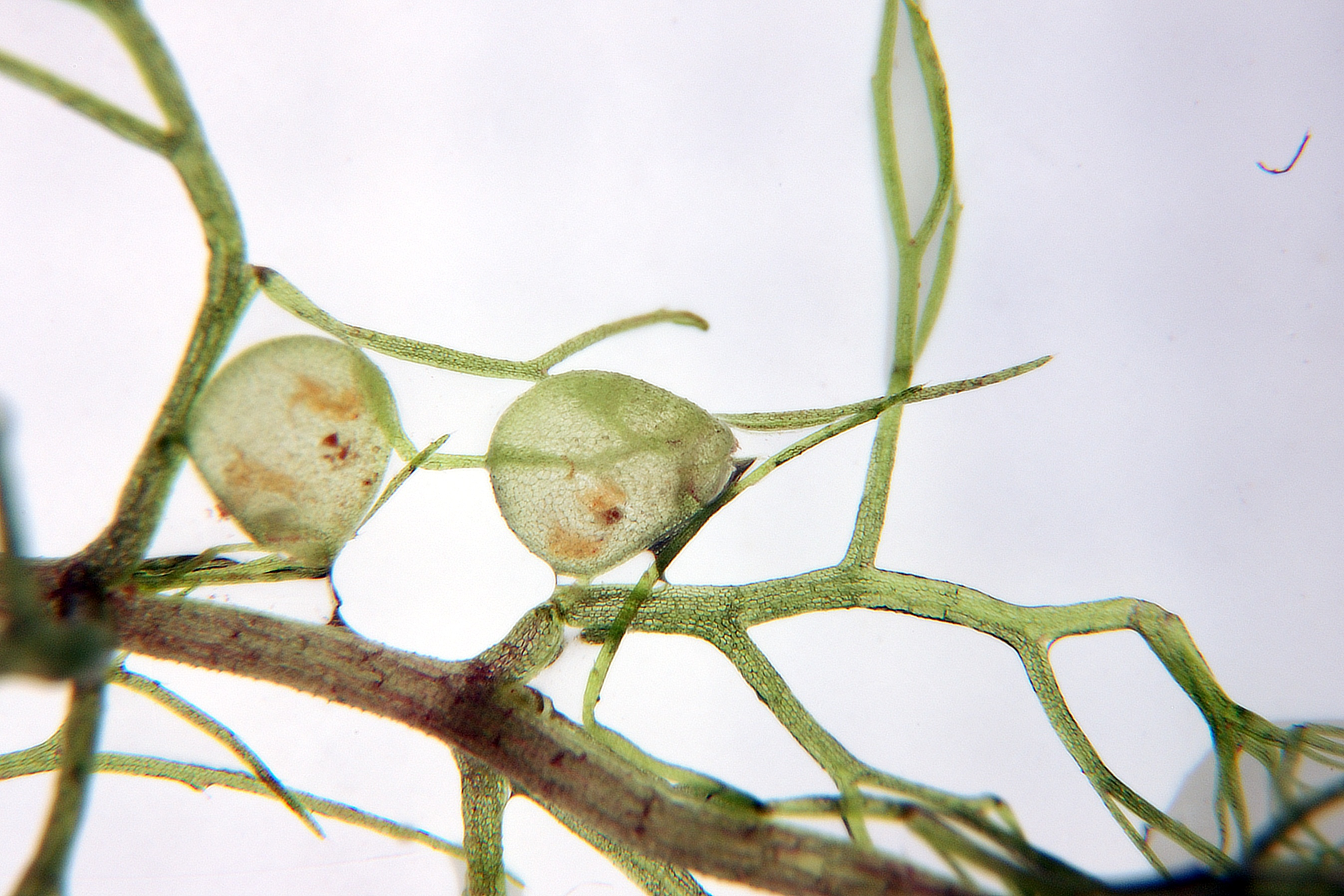
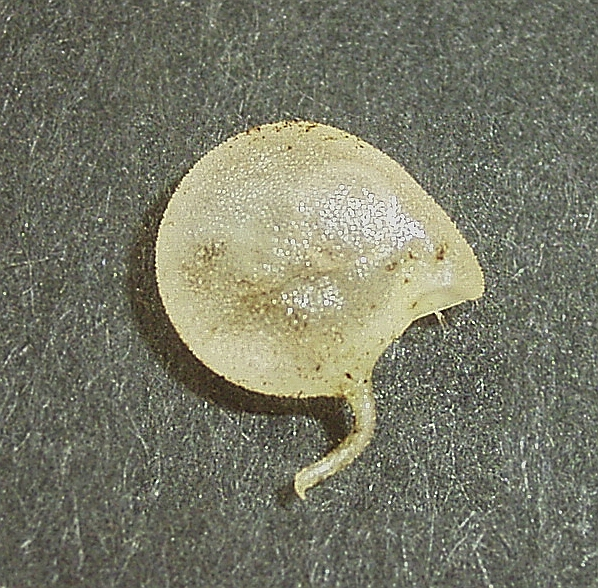

## Dottertaxa till Bläddror, i alfabetisk ordning[2]
- Utricularia adpressa
- Utricularia albiflora
- Utricularia albocoerulea
- Utricularia alpina
- Utricularia amethystina
- Utricularia andongensis
- Utricularia antennifera
- Utricularia appendiculata
- Utricularia arcuata
- Utricularia arenaria
- Utricularia arnhemica
- Utricularia asplundii
- Utricularia aurea
- Utricularia aureomaculata
- Utricularia australis
- Utricularia babui
- Utricularia beaugleholei
- Utricularia benjaminiana
- Utricularia benthamii
- Utricularia bifida
- Utricularia biloba
- Utricularia biovularioides
- Utricularia bisquamata
- Utricularia blackmanii
- Utricularia blanchetii
- Utricularia bosminifera
- Utricularia brachiata
- Utricularia bracteata
- Utricularia bremii
- Utricularia breviscapa
- Utricularia buntingiana
- Utricularia caerulea
- Utricularia calycifida
- Utricularia campbelliana
- Utricularia capillacea
- Utricularia capilliflora
- Utricularia catolesensis
- Utricularia cecilii
- Utricularia cheiranthos
- Utricularia chiribiquetensis
- Utricularia choristotheca
- Utricularia christopheri
- Utricularia chrysantha
- Utricularia circumvoluta
- Utricularia cochleata
- Utricularia corneliana
- Utricularia cornigera
- Utricularia cornuta
- Utricularia corynephora
- Utricularia costata
- Utricularia cucullata
- Utricularia cymbantha
- Utricularia delicatula
- Utricularia delphinioides
- Utricularia densiflora
- Utricularia determannii
- Utricularia dichotoma
- Utricularia dimorphantha
- Utricularia dunlopii
- Utricularia dunstaniae
- Utricularia endresii
- Utricularia erectiflora
- Utricularia firmula
- Utricularia fistulosa
- Utricularia flaccida
- Utricularia floridana
- Utricularia foliosa
- Utricularia forrestii
- Utricularia foveolata
- Utricularia fulva
- Utricularia furcellata
- Utricularia garrettii
- Utricularia geminiloba
- Utricularia geminiscapa
- Utricularia geoffrayi
- Utricularia georgei
- Utricularia gibba
- Utricularia graminifolia
- Utricularia guyanensis
- Utricularia hamiltonii
- Utricularia helix
- Utricularia heterochroma
- Utricularia heterosepala
- Utricularia hintonii
- Utricularia hirta
- Utricularia hispida
- Utricularia holtzei
- Utricularia humboldtii
- Utricularia huntii
- Utricularia hydrocarpa
- Utricularia inaequalis
- Utricularia incisa
- Utricularia inflata
- Utricularia inflexa
- Utricularia intermedia
- Utricularia inthanonensis
- Utricularia involvens
- Utricularia jackii
- Utricularia jamesoniana
- Utricularia juncea
- Utricularia kamienskii
- Utricularia kenneallyi
- Utricularia kimberleyensis
- Utricularia kumaonensis
- Utricularia laciniata
- Utricularia lasiocaulis
- Utricularia lateriflora
- Utricularia laxa
- Utricularia lazulina
- Utricularia leptoplectra
- Utricularia leptorhyncha
- Utricularia letestui
- Utricularia limosa
- Utricularia livida
- Utricularia lloydii
- Utricularia longeciliata
- Utricularia longifolia
- Utricularia macrocheilos
- Utricularia macrorhiza
- Utricularia malabarica
- Utricularia mangshanensis
- Utricularia mannii
- Utricularia menziesii
- Utricularia meyeri
- Utricularia microcalyx
- Utricularia micropetala
- Utricularia minor
- Utricularia minutissima
- Utricularia mirabilis
- Utricularia moniliformis
- Utricularia muelleri
- Utricularia multicaulis
- Utricularia multifida
- Utricularia myriocista
- Utricularia nana
- Utricularia naviculata
- Utricularia nelumbifolia
- Utricularia neottioides
- Utricularia nephrophylla
- Utricularia nervosa
- Utricularia nigrescens
- Utricularia ochroleuca
- Utricularia odontosepala
- Utricularia odorata
- Utricularia olivacea
- Utricularia oliveriana
- Utricularia panamensis
- Utricularia parthenopipes
- Utricularia paulineae
- Utricularia pentadactyla
- Utricularia peranomala
- Utricularia perversa
- Utricularia petersoniae
- Utricularia petertaylorii
- Utricularia phusoidaoensis
- Utricularia physoceras
- Utricularia pierrei
- Utricularia platensis
- Utricularia pobeguinii
- Utricularia poconensis
- Utricularia podadena
- Utricularia polygaloides
- Utricularia praelonga
- Utricularia praeterita
- Utricularia praetermissa
- Utricularia prehensilis
- Utricularia pubescens
- Utricularia pulchra
- Utricularia punctata
- Utricularia purpurea
- Utricularia purpureocaerulea
- Utricularia pusilla
- Utricularia quelchii
- Utricularia quinquedentata
- Utricularia radiata
- Utricularia raynalii
- Utricularia recta
- Utricularia reflexa
- Utricularia regia
- Utricularia reniformis
- Utricularia resupinata
- Utricularia reticulata
- Utricularia rhododactylos
- Utricularia rigida
- Utricularia rostrata
- Utricularia salwinensis
- Utricularia sandersonii
- Utricularia sandwithii
- Utricularia schultesii
- Utricularia simmonsii
- Utricularia simplex
- Utricularia simulans
- Utricularia singeriana
- Utricularia smithiana
- Utricularia spinomarginata
- Utricularia spiralis
- Utricularia spruceana
- Utricularia stanfieldii
- Utricularia steenisii
- Utricularia stellaris
- Utricularia steyermarkii
- Utricularia striata
- Utricularia striatula
- Utricularia stygia
- Utricularia subramanyamii
- Utricularia subulata
- Utricularia tenella
- Utricularia tenuissima
- Utricularia terrae-reginae
- Utricularia tetraloba
- Utricularia tortilis
- Utricularia trichophylla
- Utricularia tricolor
- Utricularia tridactyla
- Utricularia tridentata
- Utricularia triflora
- Utricularia triloba
- Utricularia troupinii
- Utricularia tubulata
- Utricularia uliginosa
- Utricularia uniflora
- Utricularia unifolia
- Utricularia uxoris
- Utricularia warburgii
- Utricularia warmingii
- Utricularia welwitschii
- Utricularia westonii
- Utricularia wightiana
- Utricularia violacea
- Utricularia viscosa
- Utricularia vitellina
- Utricularia volubilis
- Utricularia vulgaris